# ستيفن إيفانز (لاعب كرة قدم)
ستيفن إيفانز (بالإنجليزية: Stephen Evans)‏ (25 سبتمبر 1980 في المملكة المتحدة - ) هو لاعب كرة قدم بريطاني في مركز الدفاع. لعب مع سوانزي سيتي وكريستال بالاس ونادي برينتفورد ونادي سانت إيلي تاون ونادي كرولي تاون ونادي وكينغ وCarmarthen Town A.F.C. ‏.

## وصلات خارجية
- ستيفن إيفانز على موقع قاعدة بيانات كرة القدم.إي يو (الإنجليزية)
- ستيفن إيفانز على موقع Soccerbase.com (لاعب) (الإنجليزية)